# Megalometopon
Megalometopon is een vliegengeslacht uit de familie van de roofvliegen (Asilidae).

## Soorten
- M. immisericorde (Artigas, 1970)
- M. occidentale (Philippi, 1865)